# La Esmeralda (Uruguay)
La Esmeralda ist eine Ortschaft im Südosten Uruguays.

## Geographie
Sie befindet sich auf dem Gebiet des Departamento Rocha in dessen Sektoren 4 und 5 der Cuchilla de la Angostura vorgelagert an der Atlantikküste. Westlich liegen im Landesinneren in einigen Kilometern Entfernung Castillos und Barrio Torres, während sich nahe dem Nordrand der Ortschaft die Laguna Negra ausbreitet. Küstenaufwärts in nordöstlicher Richtung ist der Küstenort Punta del Diablo gelegen, während im Südsüdwesten Aguas Dulces der nächstgelegene Küstenort ist.

## Infrastruktur
Am Westrand La Esmeraldas führt  die Ruta 9 entlang.

## Einwohner
La Esmeralda hatte bei der Volkszählung im Jahr 2011 57 Einwohner, davon 35 männliche und 22 weibliche.
| Jahr | Einwohner |
| ---- | --------- |
| 1996 | -         |
| 2004 | 46        |
| 2011 | 57        |

Quelle: Instituto Nacional de Estadística de Uruguay